# Judit Pálfi
Judit Pálfi (1968) es una deportista húngara que compitió en esgrima en silla de ruedas. Ganó cuatro medallas de plata en los Juegos Paralímpicos de Verano entre los años 1996 y 2004.

## Palmarés internacional
| Juegos Paralímpicos | Juegos Paralímpicos      | Juegos Paralímpicos | Juegos Paralímpicos  |
| Año                 | Lugar                    | Medalla             | Prueba               |
| ------------------- | ------------------------ | ------------------- | -------------------- |
| 1996                | Atlanta (Estados Unidos) | Medalla de plata    | Florete individual B |
| 2000                | Sídney (Australia)       | Medalla de plata    | Espada individual B  |
| 2004                | Atenas (Grecia)          | Medalla de plata    | Florete por equipos  |
| 2004                | Atenas (Grecia)          | Medalla de plata    | Espada por equipos   |